# Богураев
Богураев — хутор в Белокалитвинском районе Ростовской области. Административный центр Богураевского сельского поселения.

## География
Хутор расположен в 12 км (по дорогам) западнее города Белая Калитва (райцентр). Железнодорожная платформа Какичев: ежедневный электропоезд сообщением Морозовская—Лихая и обратно.
Через хутор протекает река Лихая, приток реки Северский Донец.

### Улицы
| - пер. Вербный - ул. Верхняя - ул. Газовиков - ул. Горная - пер. Горный - ул. Гребенская - ул. Заречная - ул. Камнедобытчиков | - ул. Ковыльная - ул. Коммунистическая - ул. Лесная - ул. Мирная - ул. Нижняя - ул. Осипова - пер. Первомайский - пер. Песчаный | - ул. Петрова - ул. Подгорная - ул. Почтовая - пер. Речной - пер. Садовый - ул. Станционная - ул. Тёплая - ул. Технологическая | - ул. Тихая - ул. Фомичева - ул. Центральная - ул. Школьная - пер. Школьный - пер. Шпинев - ул. Штанковская |

## Население
| 1989 | 2002  | 2010  |
| ---- | ----- | ----- |
| 2685 | ↘2559 | ↘2522 |

## Экономика
Основным предприятием является «Богураевнеруд». В карьерах завода добывается песчаник. Производится бутовый камень, щебень, строительные смеси объёмом около 1,5 млн тонн в год.

## Достопримечательности
На территории хутора построена церковь Петра и Павла.